# 엘르 (영화)
엘르(Elles)는 2011년 개봉한 드라마 영화이다.
'엘르'는 2011년 토론토 국제 영화제에서 초연되었으며, 2012년 2월 1일 프랑스에서 극장 개봉되었다.

## 줄거리
파리에서 여성 잡지 '엘르'의 기자로 일하는 안은 여대생 매춘에 관한 기사를 쓰기 위해 취재를 시작한다. 처음에는 이 주제에 대해 이야기하길 꺼리는 여대생들, 안은 끈질긴 설득 끝에 두 명의 학생과 인터뷰를 하게 된다. 한 명은 야심찬 경제학도이자 도발적인 매력을 지닌 알리시아로, 폴란드에서 프랑스로 유학 와 경제적 자유를 얻기 위해 매춘을 시작했다. 또 다른 한 명은 파리의 명문 학교에 다니며 수수하지만 자신의 배경에서 벗어나고자 하는 샤를로트다. 
안은 처음 예상과는 달리 이들을 통해 절망과 고통이 아닌 자유, 자존감, 그리고 주체성을 발견하게 된다. 인터뷰를 진행하면서 안의 직업적 호기심은 개인적인 관심으로 변하고, 그녀 자신의 성적 욕망 또한 다시금 깨어난다.
영화는 안이 기사 마감일을 맞추기 위해 고군분투하는 하루를 배경으로, 알리시아와 샤를로트와의 인터뷰 장면이 회상 형식으로 교차된다. 안은 남편의 상사 부부를 위한 저녁 식사를 준비하는 동시에, 수업을 빼먹는 큰 아들과 비디오 게임에 빠져드는 작은 아들 때문에 걱정한다. 영화는 알리시아와 샤를로트의 삶, 그리고 그들의 성매매 경험이 그들과 주변 사람들에게 미치는 영향을 보여준다.
알리시아는 프랑스 유학 초기에 어려움을 겪었지만, 성매매를 통해 고급 아파트와 명품을 소유할 만큼 경제적으로 성공한다. 그녀는 쾌락주의적인 태도를 보이며, 인터뷰 중 안을 술에 취하게 만들기도 한다. 그녀는 고객이 지루한 남편들이라고 말하며, 고국에서보다 훨씬 자유롭다고 생각한다. 하지만 돈을 버는 방식에 중독성이 있다는 사실을 인정한다.
샤를로트는 성매매를 비교적 편안하게 받아들이는 듯하다. 학업 때문에 아르바이트를 그만두고 성매매를 시작했지만, 가족과 남자친구에게 돈의 출처를 설명하기 위해 가끔씩 일을 한다. 성매매는 남자친구와의 갈등을 유발하고, 남자친구는 샤를로트에게 다른 남자가 있는지 의심한다. 그녀의 친근한 성격은 고객들로 하여금 자신의 삶에 대한 이야기를 털어놓게 만들고, 이는 샤를로트가 생각했던 성매매와는 다른 모습이다.
영화는 두 학생의 삶이 어떻게 흘러갈지 관객에게 맡긴 채, 안의 삶과 그녀가 두 학생을 만나면서 겪게 된 변화, 그리고 그녀와 남편의 관계에 초점을 맞추며 마무리된다.

## 출연

### 주연
- 줄리엣 비노쉬
- 아나이스 드무스티어
- 요안나 쿨릭

### 조연
- 루이-도 드 렝퀘셍
- 크리스티나 얀다
- 안드레이 치라
- 알리 마히아르
- 장-마리 비노쉬
- 프랑수아 시빌
- 발레리 드리빌
- 쟝-루이스 콜로흐
- 스칼리 딜페이랫
- 알랑 리볼트
- 스완 아르라우드
- 마르틴 밴데빌

## 기타
- Line PD: 올리비에 구보이스
- Line PD: 조한스 리신
- 프로듀서: 마리안느 슬롯
- 공동제작: 벳티나 브로켐퍼
- 공동제작: 피터 가드
- 공동제작: 마우고시카 슈모프스카
- 미술: 폴린 부르동
- 의상: 카타르지나 레빈스카
- 섭외: 오렐리 구이처드